# Microchilo kawabei
Microchilo kawabei là một loài bướm đêm trong họ Crambidae.